# Aeschynomene virginica
Aeschynomene virginica là một loài thực vật có hoa trong họ Đậu. Loài này được (L.) Britton & al. miêu tả khoa học đầu tiên.

## Hình ảnh

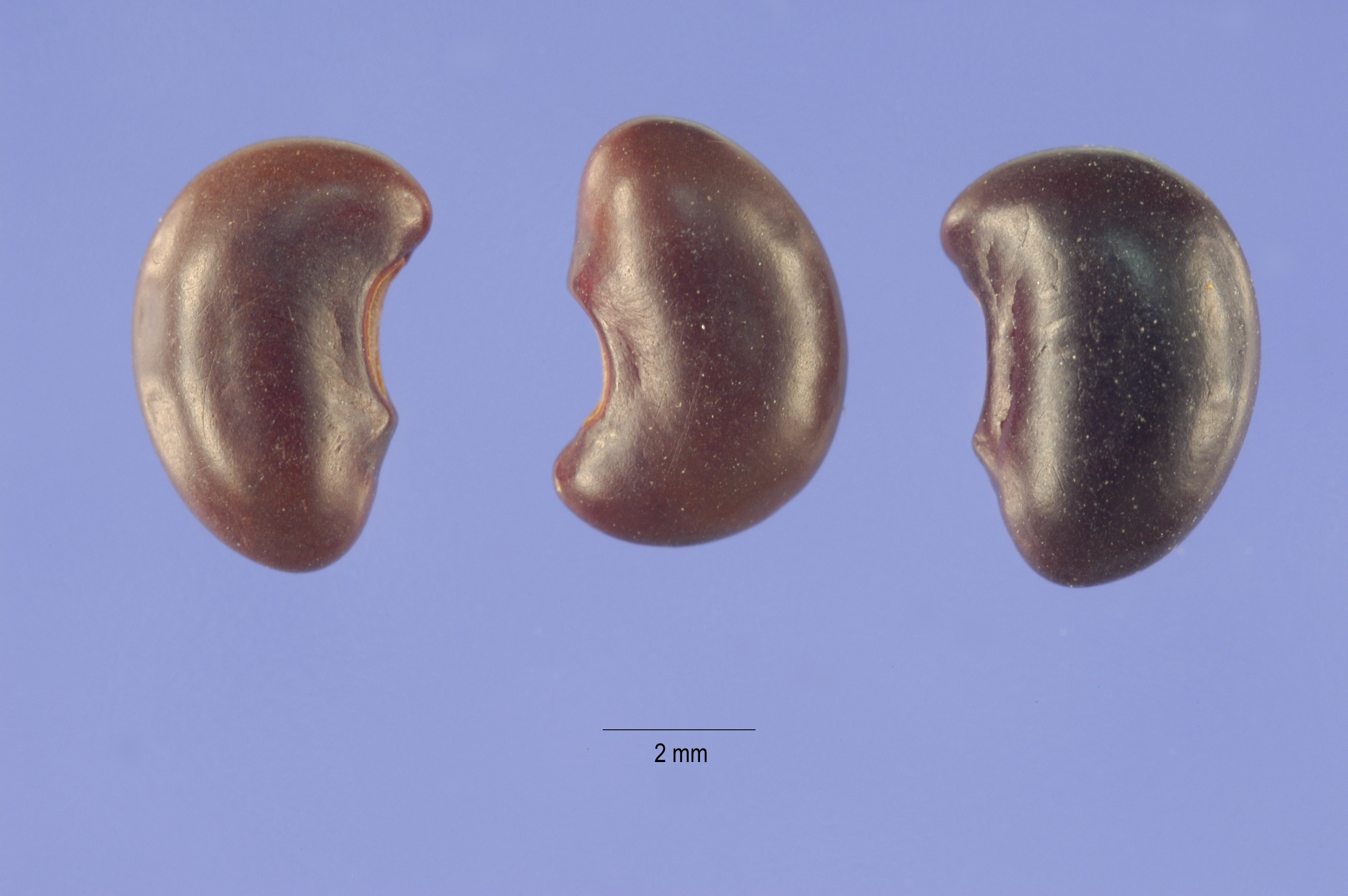